# محمود عبدالعاطی
محمود عبدالعاطی (عربی مصری: محمود عبد العاطي" ؛ زادهٔ ۱ ژانویهٔ ۱۹۹۲) یک ورزشکار اهل مصر است.